# Verdienstorden der Republik Polen

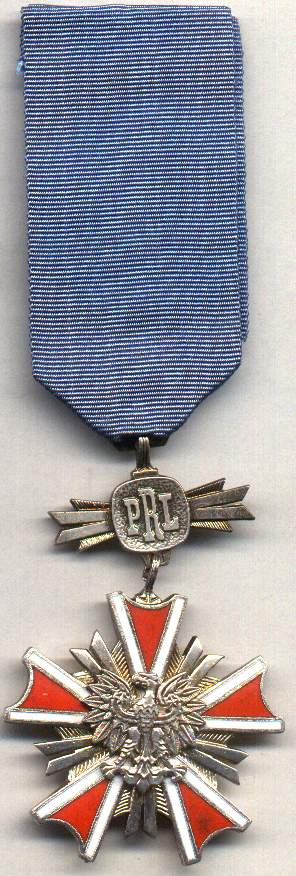
Verdienstorden der Volksrepublik Polen, 5. Klasse, 1974–1991

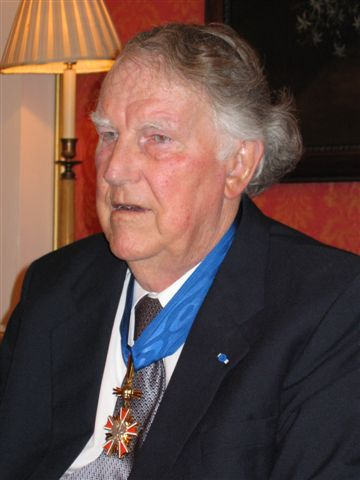
Ordensverleihung an Sir Edmund Hillary, 2004

Der Verdienstorden der Republik Polen (polnisch Order Zasługi Rzeczypospolitej Polskiej) wurde 1992 vom polnischen Sejm als Fortsetzung des früheren Verdienstordens der Volksrepublik Polen neu gestiftet.

## Geschichte

### Verdienstorden der Volksrepublik
Der Verdienstorden der Volksrepublik wurde am 10. April 1974 vom Staatsrat der Volksrepublik geschaffen. Man trug sich lange mit dem Gedanken, den Weißen Adlerorden Polen-Litauens wieder zu beleben. Da dieser aber allzu feudalistisch belastet war und seit 1949 der Erbauer Volkspolens die höchste Auszeichnung der Volksrepublik war, wurde schließlich der Verdienstorden gestiftet, der am blauen Band des Weißen Adlerordens getragen wurde.

### Verdienstorden der Republik
Die Neustiftung von 1992 veränderte das Aussehen des Ordens nur marginal: Statt des Adlers der Volksrepublik wurde der gekrönte Adler der Republik eingeführt, die Plakette trägt die Chiffre RP (Republik Polen). Der Orden erhielt ein neues, kobaltgraues Band. Wie früher wird der Orden nur an Ausländer und Auslandspolen verliehen. Die fünf Klassen wurden beibehalten.

## Ordensklassen
Der Orden besteht aus fünf Klassen:
1. Großkreuz
2. Komturkreuz mit Stern
3. Komturkreuz
4. Offizierskreuz
5. Ritterkreuz

## Ordensdekoration
Das Ordenszeichen ist ein fünfarmiger Stern vom Typ der Ehrenlegion mit rot emaillierten Armen mit weißer Einfassung und goldenen Strahlen zwischen den Armen. In der Mitte des Ordenszeichens befindet sich der weiße Staatsadler der Republik. Das Ordenszeichen aller Klassen hängt an einer runden goldenen Plakette mit den Buchstaben RP (Republik Polen) (vor 1992: PRL – Volksrepublik Polen, Polska Rzeczpospolita Ludowa), aus der beiderseitig goldene Strahlen ausgehen.
Der silberne Bruststern des Groß- und des Komturkreuzes ist ebenfalls fünfstrahlig und hat in der Mitte ein rot emailliertes rundes Medaillon mit dem Staatsadler, dem fünf goldene Strahlenbündel unterlegt sind. Die glatte goldene Rückseite der 1. bis 4. Klasse trägt in der Mitte das Staatsmonogramm. Das Ritterkreuz dagegen ist silbern und ohne Emaille.

## Bekannte Träger
Siehe zu den einzelnen Klassen:
- Träger des Großkreuzes
- Träger des Großkomturkreuzes
- Träger des Komturkreuzes
- Träger des Offizierskreuzes
- Träger des Ritterkreuzes
- Ausprägung unbekannt